# Еберхард I фон Лимбург-Щирум
Еберхард I фон Лимбург-Щирум (на немски: Eberhard I von Isenberg-Limburg zu Styrum; * 1252; † 17 юни 1304) от фамилията Изенберг е граф на Изенберг-Лимбург (1301 – 1304), господар на господство Щирум (1301 – 1304). Основател е на линията Лимбург-Щирум, която съществува и днес.

## Произход
Той е син на граф Дитрих фон Алтена-Изенберг (1215 – 1299 или 1301) и съпругата му Аделхайд фон Спонхайм-Сайн (1228 – 1297), дъщеря на граф Йохан I фон Спонхайм-Щаркенбург и Сайн († 1266).

## Фамилия
Около 1289 г. той се жени за Агнес (1273 – 1297), дъщеря на херцог Валрам V фон Лимбург и Кунигунда фон Бранденбург, дъщеря на маркграф Ото III фон Бранденбург. Те имат децата:
- Дитрих III († 9 август 1364)

∞ (I) 16 септември 1297 г. за Ирмгард фон Грайфенщайн († 1324)
∞ (II) пр. 1333 за Елизабет фон Щрюнкеде
- Ирмгард